# Castagneto Po
Castagneto Po (piemontesisch Casgné) ist eine italienische Gemeinde in der Metropolitanstadt Turin (TO), Region Piemont.

## Lage und Einwohner
Castagneto Po liegt 25 km nordöstlich von Turin und hat 1780 Einwohner(Stand 31. Dezember 2023). Der Ort liegt auf einer Höhe von 473 m über dem Meeresspiegel und umfasst eine Fläche von 11 km². Die Gesamtgemeinde besteht aus den Ortsteilen San Genesio, Baraccone, Ossole, Tamagni und Serre.
Die Nachbargemeinden sind Chivasso, San Sebastiano da Po, San Raffaele Cimena, Casalborgone und Rivalba.

### Bevölkerungsentwicklung

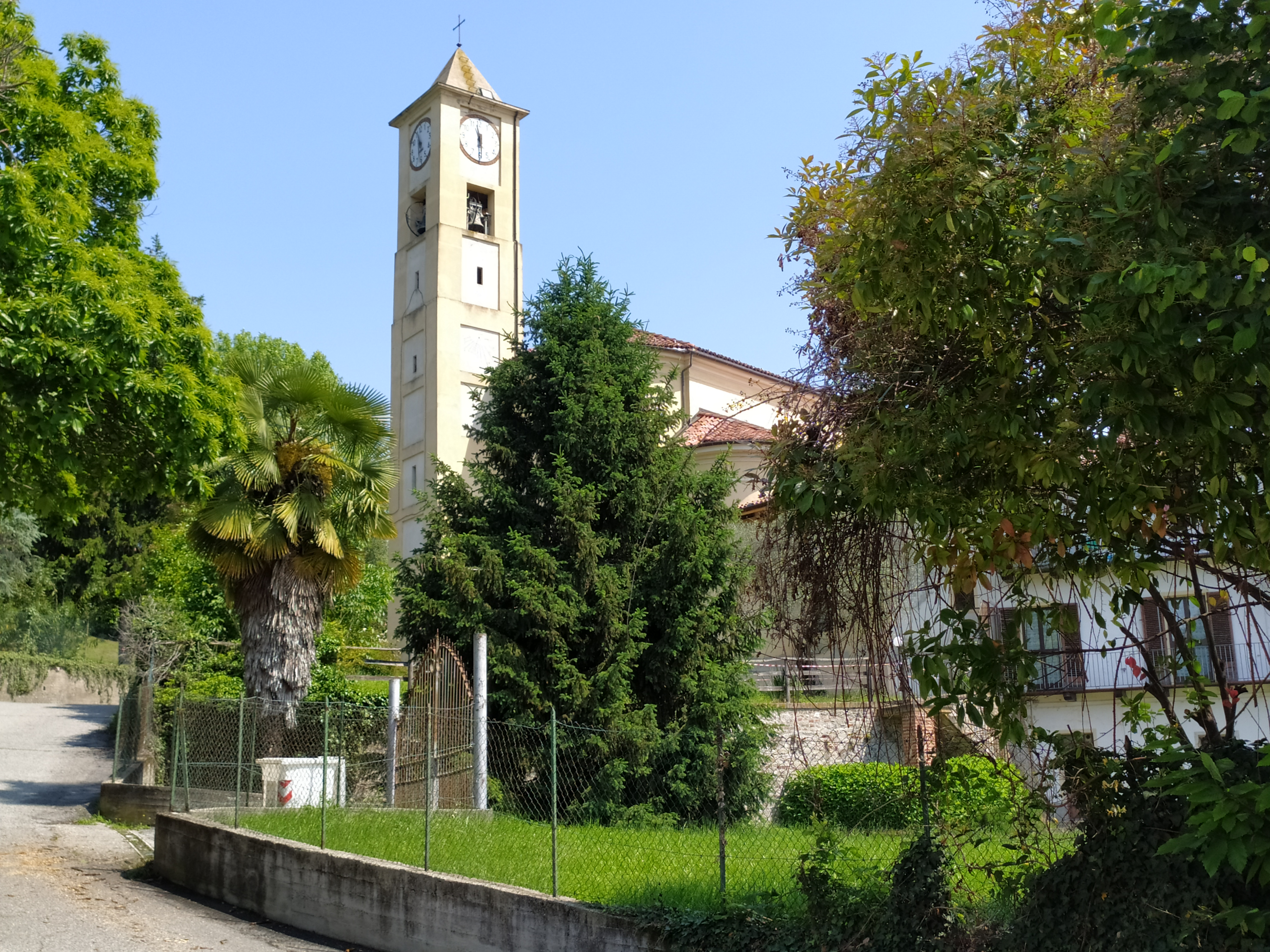
Kirche San Pietro